# Getz Meets Mulligan In Hi-Fi
Getz Meets Mulligan in Hi-Fi è un album di musica jazz inciso dai sassofonisti Gerry Mulligan e Stan Getz.

## Il disco
Il disco è un felice connubio tra due maestri del cool jazz. Il produttore Norman Granz, uno dei grandi mentori del jazz, nelle note di copertina dell'LP originale scrive che "a mia memoria, questo è il primo album nel quale i due si sono esibiti come solisti senza altri ottoni". I componenti della sezione ritmica furono scelti da Stan Getz su approvazione di Mulligan. Il disco nasce da un'idea dello stesso Granz dopo che Getz e Mulligan si erano esibiti alcuni mesi prima in un album, Jazz Giants '58, registrato da un settetto per la stessa casa discografica, pubblicato però l'anno successivo.
La fusione tra gli stili, abbastanza diversi, tra i due musicisti riesce molto bene in questo album viepiù se si considera che nella prima parte del disco (facciata A dell'LP) i due si scambiano gli strumenti di esecuzione: Mulligan suono il sassofono tenore e Getz il baritono, mentre nella seconda facciata ognuno ritorna al proprio strumento principale.
La seconda parte dell'album contiene le prime registrazione eseguite nella giornata e sono considerate le migliori, anche perché ovviamente i due musicisti danno il meglio con il loro strumento preferito. Tra queste esecuzioni ci sono i due ultimi brani, esclusi per motivi di spazio dall'LP originale, anche se risultano tra i momenti più brillanti dell'opera.. Questi due brani compaiono nella versione in CD rimasterizzata nel 1991 a cura di Andrew Nicholas e Phil Schaap.

## Tracce
1. Let's fall in Love - (Harold Arlen - Ted Koehler) - 6:25
2. Anything Goes - (Cole Porter) - 3:35
3. Too Close for Comfort - (Jerry Bock - Larry Holofcener - George Weiss) - 6:54
4. That Old Feeling - (Lew Brown - Sammy Fain) - 5:55
5. This Can't Be Love - (Lorenz Hart - Richard Rodgers) - 8:44
6. A Ballad - (Gerry Mulligan) - 5:41
7. Scrapple from the Apple - (Charlie Parker) - 8:05
8. I Didn't know What Time It Was - (Lorenz Hart - Richard Rodgers) - 8:59

## Formazione
- Gerry Mulligan - sassofono baritono
- Stan Getz – sassofono tenore
- Lou Levy – pianoforte
- Ray Brown – contrabbasso
- Stan Levey – batteria